# Endothenia alpigena
Endothenia alpigena es una especie de polilla del género Endothenia, categorizada en la tribu Olethreutini, de la subfamilia Olethreutinae.

## Distribución
Se distribuye por Uganda.

## Taxonomía
Fue descrita por Bradley en 1965 y publicada en (Endothenia), Ruwenzori Exped. 1952, 2 (12): 95.